# Biramitrapur
Biramitrapur es una ciudad y municipio situada en el distrito de Sundargarh en el estado de Odisha (India). Su población es de 33442 habitantes (2011). Se encuentra a 296km de Bhubaneswar y a 26 km de Raurkela. 

## Demografía
Según el censo de 2011 la población de Biramitrapur era de 33442 habitantes, de los cuales 16854 eran hombres y 16588 eran mujeres. Biramitrapur tiene una tasa media de alfabetización del 78,12%, superior a la media estatal del 72,87: la alfabetización masculina es del 85,73%, y la alfabetización femenina del 70,48%.